# Symphyotrichum georgianum
Symphyotrichum georgianum (anteriormente Aster georgianus) comúnmente conocida como aster de Georgia es una especie de planta con flores de la familia Asteraceae.
Es originaria del sureste de Estados Unidos, se encuentra principalmente Alabama, Carolina del Norte, Carolina del Sur y Georgia, actualmente parece haberse extinguido en Florida.

## Descripción
El aster de Georgia es una planta perenne rizomatosa robusta que produce colonias de tallos leñosos de hasta un metro de largo. Las hojas gruesas de color verde oscuro miden hasta 7 centímetros de largo por 2 centímetros de ancho, tienen forma de lanza con márgenes lisos o aserrados. Las cabezas de las flores miden de 5 a 6cm, nacen en pedúnculos glandulares de tricomas ásperos con brácteas lanceoladas, florece entre octubre y noviembre.

## Ecología
El aster de Georgia crece en bosques de robles y pinos, la región estuvo cubierta de una sabana con robles encinos, y esta especie era un miembro de este ecosistema. Este tipo de comunidad de plantas depende de las perturbaciones naturales, como los incendios forestales. Actualmente, ha sido destruida o degradada en gran medida por la extinción de incendios y la eliminación de algunos mamíferos de pastoreo de gran tamaño. El aster de Georgia es, por lo tanto, una especie relicta de este ecosistema histórico, y crece en los bosques remanentes, se estima que quedan unas 146 poblaciones. Las amenazas a su supervivencia incluyen la eliminación de fuegos naturales, la construcción de carreteras y la aplicación de herbicidas.

## Galería

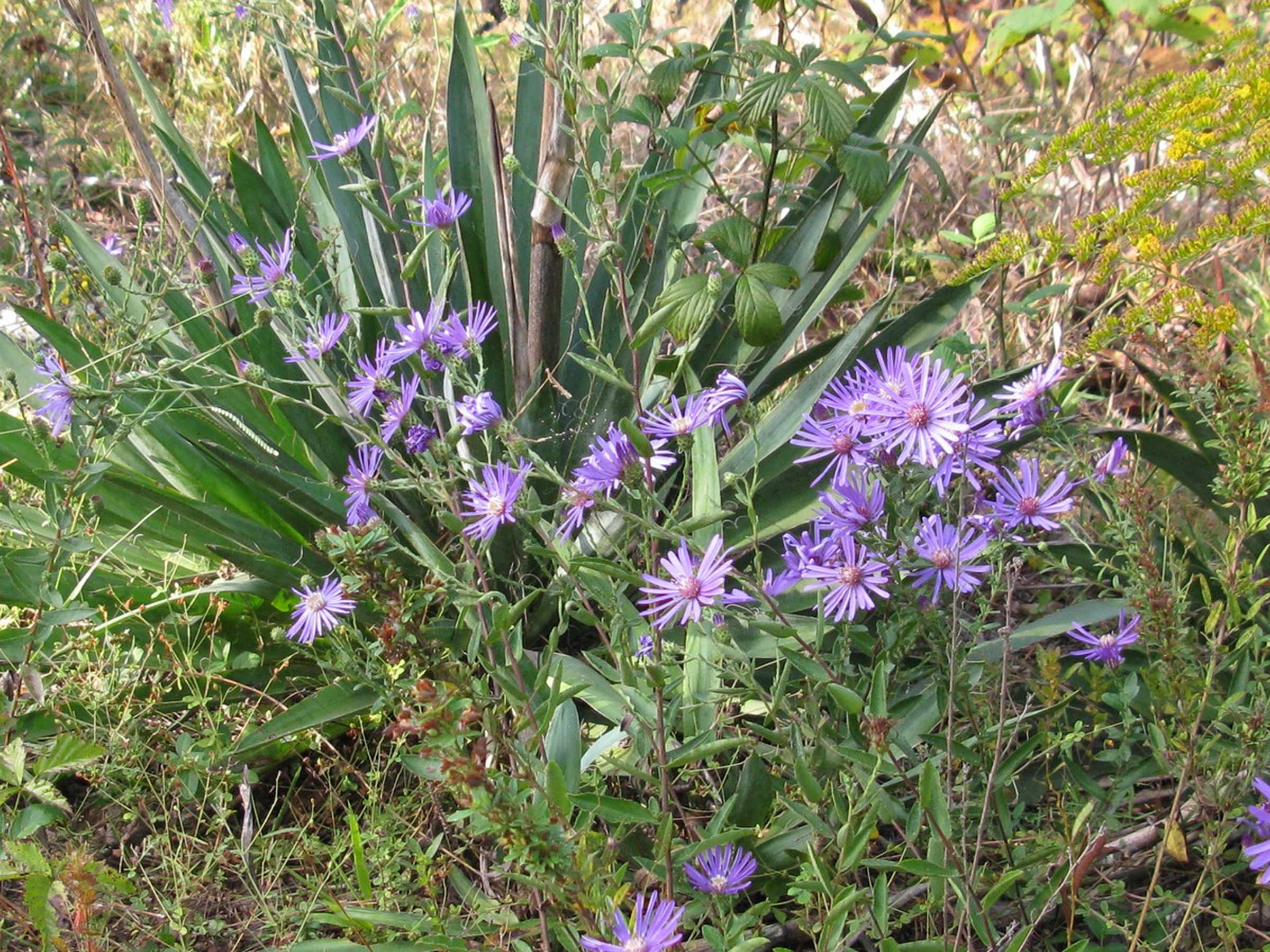
Vista general.
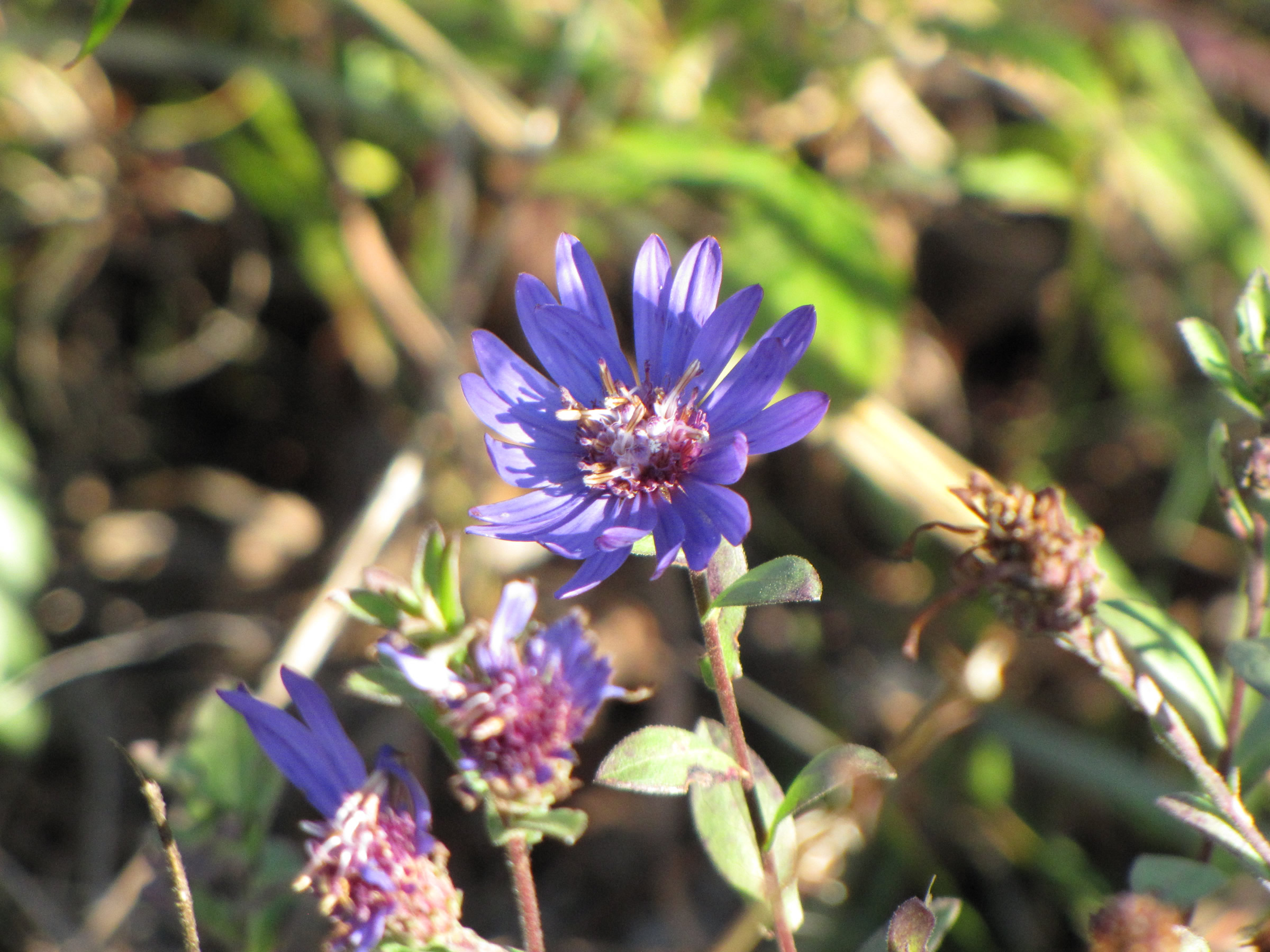
Flores en detalle.
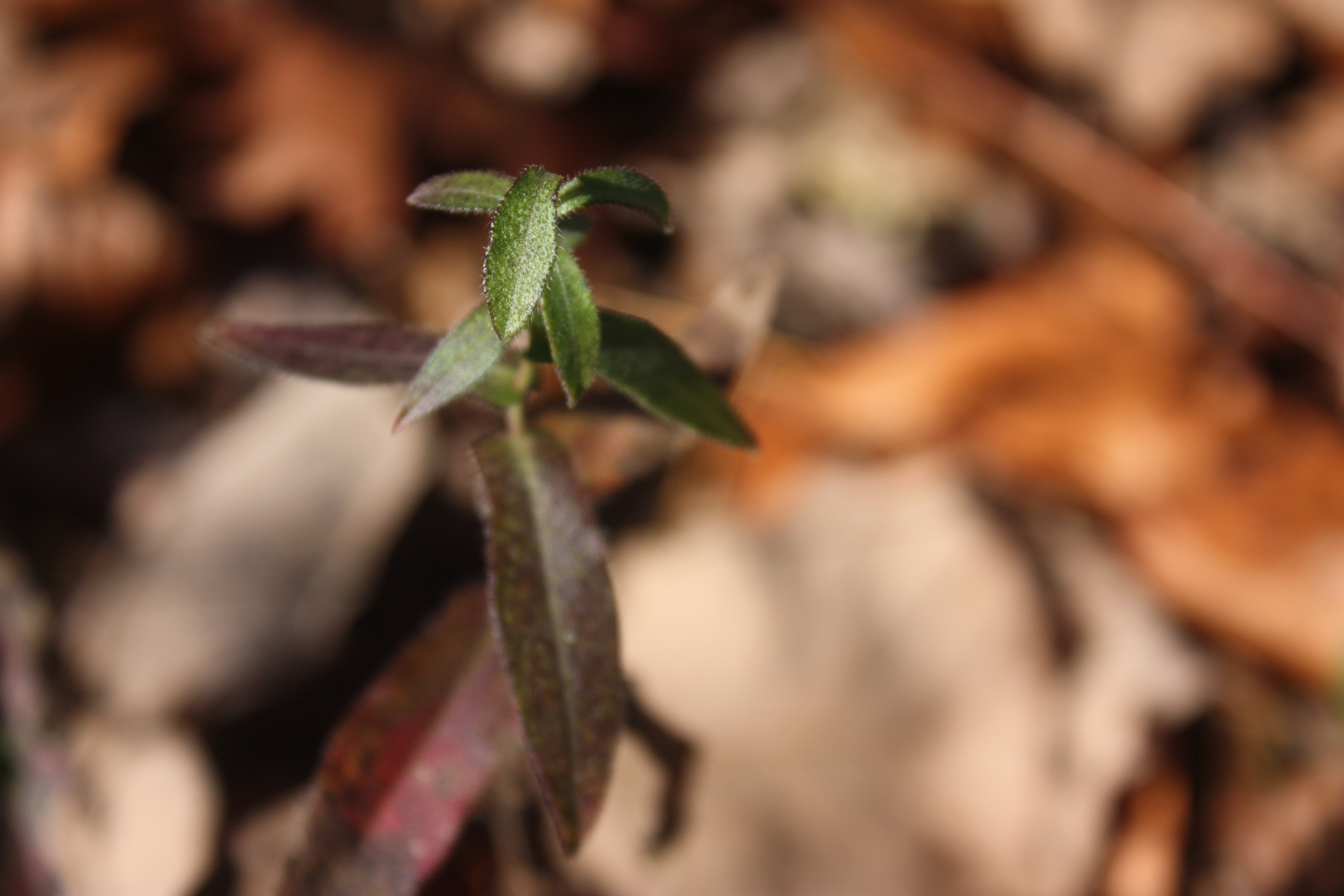
Hojas en detalle.
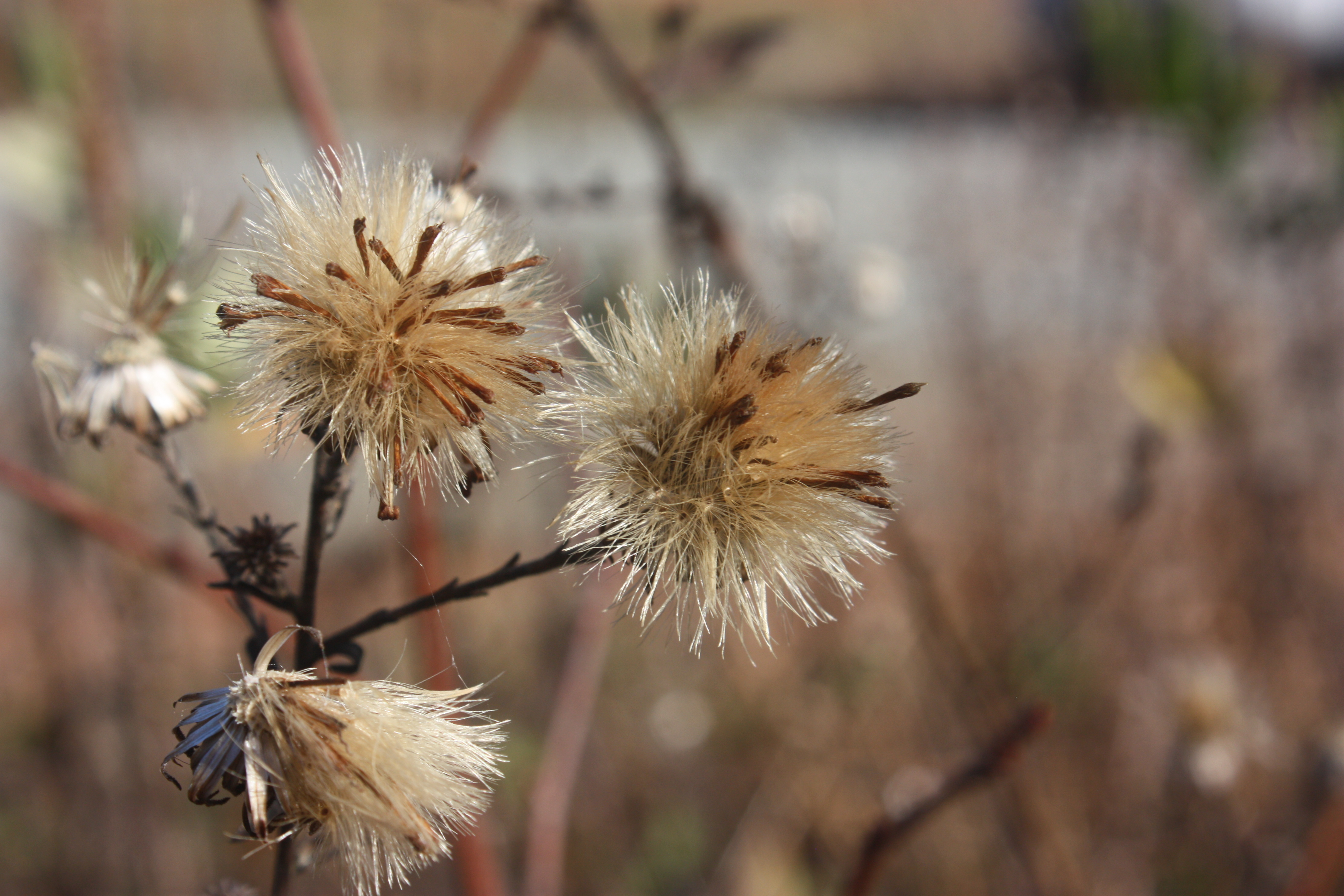
Semillas en detalle.
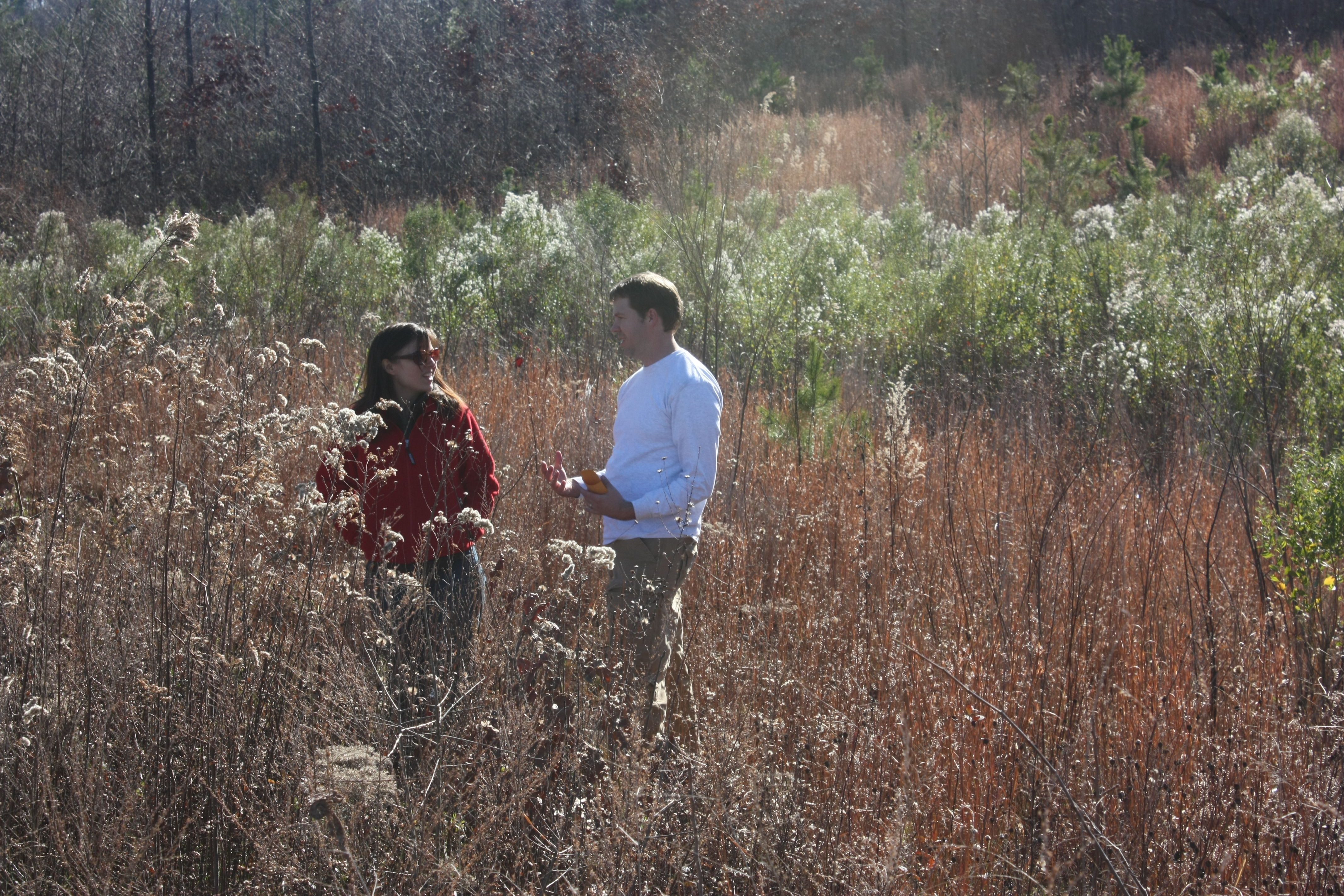
Recolección de semillas en Carolina del Norte.